# Omphisa vaovao
Omphisa vaovao là một loài bướm đêm trong họ Crambidae.